# Liste der Monuments historiques in Rouvrois-sur-Othain
Die Liste der Monuments historiques in Rouvrois-sur-Othain führt die Monuments historiques in der französischen Gemeinde Rouvrois-sur-Othain auf.

## Liste der Objekte
| Bezeichnung               | Beschreibung                                         | Standort                      | Kennzeichnung | Schutzstatus | Datum | Bild |
| ------------------------- | ---------------------------------------------------- | ----------------------------- | ------------- | ------------ | ----- | ---- |
| Sakramentsvelum           | Seide, bestickt, 19. Jahrhundert                     | in der Kirche St-Félix (Lage) | PM55002270    | Inscrit      | 1998  |      |
| Skulptur Madonna mit Kind | Stein, farbig gefasst und vergoldet, 18. Jahrhundert | in der Kirche St-Félix (Lage) | PM55002269    | Inscrit      | 1998  |      |